# 高兆
高兆（？—？），字云客，号固斋居士、栖贤学人等，闽县（今福建省福州市）鼓山镇人。
高兆幼年随父亲在江左求学，遭丧乱后回到家乡。明崇祯年间，高兆为邑庠生。
高兆著有《续高士传》5卷、《端溪砚石考》、《砚石录》、《启祯宫词》、《荔社纪事》、《揽胜图谱》等。